# Płyta Niuafoʻou

Płyta australijska zaznaczona kolorem pomarańczowym

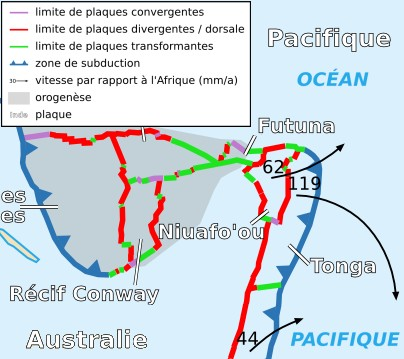
Płyta Niuafo'ou

Płyta Niuafo'ou − niewielka płyta tektoniczna (mikropłyta), położona w zachodniej części Oceanu Spokojnego, uznawana za część większej płyty australijskiej.
Płyta Niuafo'ou od północy graniczy z płytą pacyficzną, od wschodu i południowego wschodu z płytą Tonga, od południowego zachodu i zachodu z płytą australijską i od północnego zachodu z płytą Futuna.